# 波利尼亚
波利尼亚，是西班牙加泰罗尼亚巴塞罗那省的一个市镇。总面积9平方公里，总人口5145人（2001年），人口密度572人/平方公里。